# Lipidă
În biologie și biochimie, o lipidă este o bio-macromoleculă solubilă în solvenți nepolari (de obicei, solvenții nepolari sunt hidrocarburi și pot dizolva compuși precum acizii grași, cerurile, sterolii, vitaminele liposolubile A, D, E și K, monogliceridele, digliceridele, trigliceridele și fosfolipidele) și insolubilă în apă.

## Proprietăți

### Chimice
Lipidele sunt esteri ai acizilor grași.
Lipidele conțin numeroase legături C-H.
Prin arderea unui gram de lipide se eliberează o cantitate de energie de două ori mai mare decât prin arderea unui gram de glucide.
Glicerolul conține 3 grupări -OH, fiecare dintre aceasta legându-se la câte o grupare -COOH a acidului gras.
Acizii grași pot fi:
- saturați: conțin legături covalente simple;sunt responsabili de apariția bolilor cardio-vasculare;

- nesaturați: conțin legături covalente duble; protejeaza sistemul cardio-vascular.

Deoarece fiecare grupare hidroxil a glicerolului se leagă la câte o grupare -COOH a acidului gras, grăsimile se mai numesc și trigliceride.

## Rol
Lipidele au rol:
- energetic - lipidele sunt mai energo-eficiente decât proteinele și glucidele, fiind păstrate în organism cel mai des în țesutul adipos;
- structural (plastic) - se găsește în componența membranei celulare (plasmalema), în peretele unor organite celulare, în unii hormoni și în celula nervoasă;
- substanță de rezervă;
- imuno-protector;
- de accelerare a metabolismului (în calitate de coenzime).

## Rol în cadrul materiei vii
- izolatori termici;

- protecție mecanică;

- depozit de substanțe cu valoare energetică.

## Structura
Reprezintă cea mai concentrata sursă de energie. Lipidele (grăsimile) sunt substanțe organice grase. Lipidele sunt constituite din acizi grași și glicerol. Unul dintre motivele pentru care lipidele (grăsimile) ne plac atât de mult este acela că mențin aromele în mâncare.

## Clasificare

### Lipide simple
- Fitosterolii: se întâlnesc în semințele plantelor oleaginoase și leguminoase;

- Ceridele: acoperă organele plantelor (frunze, flori și fructe), asigurând protecția acestora;

### Lipide complexe
- Fosfolipide: sunt alcătuite din glicerol, două molecule de acid gras și o moleculă de acid fosforic;

- Două grupări -OH se leagă de moleculele de acid gras, iar cea de-a treia grupare -OH se leagă de acidul fosforic;

Fiecare moleculă de fosfolipid este alcătuită dintr-un cap hidrofil (format din radical fosfat) și două cozi hidrofobe (formate din cele două molecule de acid gras);

### Alte lipide
Steroizii 
Steroizii reprezintă materia primă pentru unii hormoni (ex.: hormonii sexuali).
Steroizii sunt indispensabili celulei nervoase.
Colesterolul este un steroid legat de membrana celulei animale.
Depunerea de colesterol pe pereții interni ai vaselor de sânge este dăunătoare, putând provoca boli grave ale creierului și inimii.

## Vitamine și coenzime bazate pe lipide

### Vitamine
- Vitamina D;
- Vitamina E;
- Vitamina K;
- Vitamina A.

## Legături externe
- en  Introduction to lipids Arhivat în 3 aprilie 2014, la Wayback Machine., lipidmaps.org
- en  Lipid class, lipidbank.jp